# Saint-Quentin-la-Tour
Saint-Quentin-la-Tour – miejscowość i gmina we Francji, w regionie Oksytania, w departamencie Ariège.
Według danych na rok 1990 gminę zamieszkiwało 306 osób, a gęstość zaludnienia wynosiła 34 osób/km² (wśród 3020 gmin regionu Midi-Pireneje Saint-Quentin-la-Tour plasuje się na 761. miejscu pod względem liczby ludności, natomiast pod względem powierzchni na miejscu 1166.).